# Герасимов Артур Володимирович
Артур Володимирович Герасимов (нар. 23 серпня 1972, м. Решетилівка, Полтавська область, УРСР) — український політик, Народний депутат України VIII та IX скликань. Голова парламентської фракції партії «Блок Петра Порошенка» у Верховній Раді України VIII скликання та Співголова парламентської фракції партії «Європейська Солідарність» у Верховній Раді України IX скликання. Має дипломатичний ранг Надзвичайного і Повноважного Посла.

## Біографія
В 1991–1995 роках навчався в Київському університеті ім. Шевченка, факультет соціології та психології. В 1995–1997 р. — в аспірантура факультету соціології та психології КНУ, в 2016—2019 р. — в Інституті міжнародних відносин КНУ (міжнародне право).
В 1994–1997 р. — працював заступником директора, в 1997–1999 р. — директором, з 1999 р. — генеральним директором компанії «Українська Маркетингова Група».
З 30 травня 2016 — представник Президента у Верховній Раді.
3 квітня 2017 року фракція «Блок Петра Порошенка» у Верховній Раді України обрала Артура Герасимова на посаду голови фракції.
29 серпня 2019 року фракція «Європейська Солідарність» у Верховній Раді України обрала Артура Герасимова на посаду співголови фракції.

## Політика
Голова постійної делегації Верховної ради в Парламентській Асамблеї ОБСЄ у Верховній Раді України VIII скликання, Заступник голови постійної делегації Верховної ради в Парламентській Асамблеї ОБСЄ у Верховній Раді України IX скликання.
Член Виконавчого комітету Української національної парламентської групи в Міжпарламентському Союзі (IPU) у Верховній Раді України IX скликання. У 2023 році був обраний до Бюро Комітету Міжпарламентського Союзу зі сталого розвитку.
2016 — обраний заступником Голови Комітету з економічних питань, науки, технологій та навколишнього середовища Парламентської Асамблеї ОБСЄ та увійшов до керівних органів Асамблеї. Був одноголосно переобраний на цю посаду у 2017, 2018, 2019, 2021, 2022, 2023 та 2024 роках.
Під час 24-ої Зимової сесії Парламентської асамблеї ОБСЄ був обраний Віце-президентом геополітичної групи Європейської народної партії (ЄНП) в рамках Асамблеї.
Голова підкомітету з питань оборонно-промислового комплексу та військово-технічного співробітництва Комітету Верховної Ради України з питань національної безпеки і оборони у Верховній Раді України VIII скликання. Член Комітету з питань аграрної та земельної політики у Верховній Раді України IX скликання. Керівник групи з міжпарламентських зв'язків з Республікою Чилі.
На парламентських виборах 2019 року був під № 11 в списку від партії «Європейська солідарність».
Українські ЗМІ писали про зв'язок Герасимова з одним із лідерів так званої «ДНР» проросійським терористом Ігорем Безлером. За даними журналістського розслідування інтернет-видання «Українська правда», під час виборчої кампанії 2012 року, задовго до війни, Безлер (на той час — відставний військовий та екскерівник ритуальної служби місцевого КП «Простір») особисто відповідав за безпеку Герасимова у Горлівці.

### Скандал щодо скасування дипломатичного рангу
18 травня 2019 року Президент України Петро Порошенко за поданням МЗС присвоїв Герасимову ранг Надзвичайного і Повноважного посла України. Присвоєння найвищого дипрангу політикам з президентської коаліції (зокрема Герасимову, як багаторічному Голові парламентської делегації до ПА ОБСЄ та члену керівних органів цієї міжнародної організації) викликало критику з боку дипломатичного корпусу. Кар'єрні дипломати (зокрема Посол України в Італії Євген Перелигін) заявляли, що «присвоєння дипломатичних рангів високого рівня людям, які не є членами дипкорпусу, є непрофесійним і образливо з моральної точки зору». Також лунали сумніви у правомірності такого рішення. Рішення щодо присвоєння рангу було безуспішно оскаржене в Окружному адміністративному суді міста Києва.
11 вересня 2019 року указом Президента України Володимира Зеленського указ Петра Порошенка був оголошений таким, що «виданий безпідставно». У лютому 2020 року Артур Герасимов подав до суду на президента Володимира Зеленського, вимагаючи визнати цей його указ протиправним і виграв суд.

### Скандал щодо незадекларованої квартири в Іспанії
У квітні 2021 року журналісти програми «Схеми» Української редакції Радіо Свобода з'ясували, що у своїй майновій декларації за 2020 рік Герасимов не зазначив, що має у власності квартиру в Іспанії площею 120 квадратних метрів. Журналістське розслідування виявило, що власником цього майна Герасимов разом зі своєю дружиною став ще у 2013 році, проте, ставши депутатом, жодного разу не вніс відомості про нього в декларацію. 
Після виходу розслідування депутат повідомив, що ще до нього поінформував Національне агентство з питань запобігання корупції «про можливі неточності у декларації». НАБУ відкрило за цим фактом кримінальне провадження.
31 грудня 2021 року Національне агентство з питань запобігання корупції виявило, що Герасимов вказав недостовірні відомості у декларації на суму 1,2 мільйона гривень, підтвердивши таким чином дані розслідування «Схем». У поясненнях НАЗК Герасимов повідомив, що це закордонне майно йому не належить, оскільки він подарував його своїй матері, але у НАЗК встановили, що депутат уклав цей договір дарування майна 14.11.2013, через майже два місяці після його придбання 16.09.2013.
7 лютого 2023 року представники НАБУ та САП вручили Артуру Герасимову обвинувальний акт у справі про недекларування нерухомості в Іспанії. Але пізніше Апеляційна палата Вищого антикорупційного суду скасувала обвинувальний вирок і закрила кримінальне провадження. 

## Фінансовий стан і статки
Згідно із декларацією за 2020 рік, Герасимов отримав лише дохід від отримання депутатської зарплати (482 тис. 507 грн), у нього немає грошей на рахунках, але є готівкою більше мільйона гривень, 69 тис. доларів і 17 тис. євро. Згідно із декларацією, у Герасимова також немає нерухомості, він безоплатно користується автомобілем Range Rover 2018 року випуску; з цінних речей — має наручні годинники Breguet і IWC. У членів його сім'ї немає готівки чи грошей в банках. Дружина депутата Наталія Бухалова володіє корпоративними правами ТОВ «Комкон-Україна», ТОВ «Комкон Фарма-Україна», «Бухалова Консалтинг», «Українська маркетингова група», «Ю Ем Джі Інтернешнл». У неї у власності дві квартири в Києві, три гаражі та автомобіль BMW Х5.

## Громадська робота
- 1996 — член керівних органів Української асоціації маркетингу;
- 1998 — ESOMAR (Європейська асоціація дослідників ринку та суспільної думки);
- 2003 — Американська асоціація маркетингу;

Член партії «Європейська Солідарність» («Блок Петра Порошенка» до 2019 року).

## Сімейний стан
Одружений із Наталією Бухаловою; має п'ятьох дітей (Катерину, Марію, Олександра, Георгія, Данила).